# Détournement du Santa Maria
 (janvier 2018).

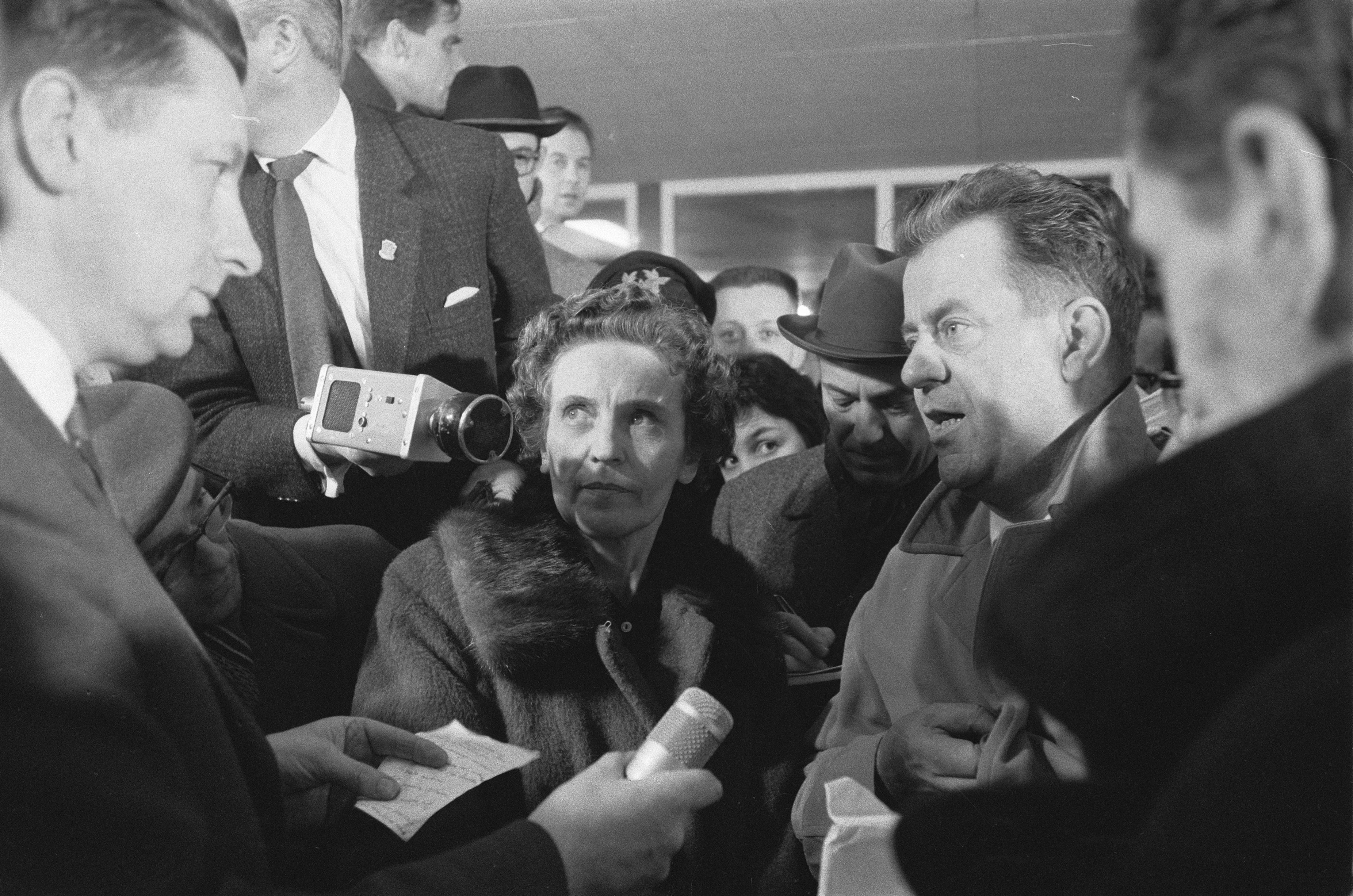
Interview de passagers du Santa Maria à leur retour à Amsterdam.

Le 23 janvier 1961, un groupe d'opposants politiques portugais et espagnols détournent le Santa Maria, un paquebot de croisière de luxe portugais de 20900 tonnes et 609 pieds. Aussi connu comme l'Opération Dulcinée, nom de code donné par Henrique Galvão, architecte de cette opération exilé à Caracas (Venezuela) depuis 1959 et rebelle à la dictature ayant alors cours au Portugal. L'action a également été désignée comme « piraterie », même si elle ne correspond pas à la définition internationale de la piraterie impliquant une attaque d'un navire par un autre à des fins privées.

## Le navire
Détenue par la Companhia Colonial de Navegação basée à Lisbonne, le navire est le deuxième plus grand de la marine marchande portugaise de l'époque. Avec son sister-ship, le Vera Cruz, il a été parmi les plus luxueux des paquebots portugais de l'époque.
À ses débuts, le navire a été utilisé pour le commerce colonial portugais d'outre-mer, vers les provinces de l'Angola et du Mozambique, en Afrique, et le transport des migrants vers le Brésil. Le service transatlantique du navire est considéré comme plutôt inhabituel : de Lisbonne à Madère, puis Tenerife, La Guaira, Curaçao, la Havane (plus tard San Juan), et enfin Port Everglades. Le trafic habituel de ce navire à coque grise est de transporter des migrants vers le Venezuela et le transport général de passagers.

## Le détournement
Le 23 janvier 1961, le navire embarque 600 passagers et 300 membres d'équipage. Parmi les passagers se trouvent 24 personnes originaires la péninsule ibérique, militants politiques de gauche et dirigées par l'officier militaire et homme politique portugais Henrique Galvão.
Henrique Galvão est un officier militaire et politique portugais, ennemi du dictateur portugais António de Oliveira Salazar, le chef de l'Estado Novo. Galvão a soigneusement planifié le détournement depuis Caracas, avec l'intention d'engager le combat jusqu'à ce que Salazar soit renversé au Portugal et que les territoires d'outre-mer se voient proposer l'indépendance. Il a prévu d'utiliser le détournement comme un moyen d'attirer l'attention sur l'Estado Novo au Portugal et sur le régime fasciste Franquiste en Espagne.
Les rebelles sont montés à bord du navire à La Guaira (Venezuela) et à Willemstad (Curaçao), en tant que passagers, et emmenant à bord des valises. Ces valises avaient des compartiments secrets pour cacher les armes. Les rebelles, avec Henrique Galvão, saisissent le navire, qui cesse toute communication, tuent un officier (le 3ème Pilote Nascimento Costa) et blessent plusieurs autres officiers lors de la prise de commandement complète sur le navire. Les rebelles ont forcé les membres de l'équipage, ainsi que le capitaine du navire, Mário Simões Maia, à faire prendre au navire une route différente.
Le lieu où se trouve le navire reste inconnu pendant plusieurs jours, jusqu'à ce qu'un effort massif de recherche mis en place sur air et sur mer par les États-Unis retrouve le paquebot au milieu de l'Atlantique. Par la suite, il est rejoint par une flotte de la marine américaine, comprenant pas moins de quatre destroyers ainsi que l'USS Hermitage, ayant un détachement de Marines à bord. Les marines de la compagnie G du 2e Bataillon du 6e Régiment d'infanterie de Marine de Camp Lejeune, en Caroline du Nord sous le commandement du contre-Amiral Allen E. Smith court-circuitent les plans de Galvão, lorsque leurs forces entourent la Santa Maria à quelque 50 milles (80,4672 km) au large de Recife, Brésil. Le lendemain, l'amiral Smith quitte son navire amiral, le USS Gearing, et initie sur la Santa Maria des négociations avec Galvão.
En raison d'un changement prévu de la présidence au Brésil (le nouveau Président Jânio Quadros pourrait être plus enclin à accepter les idées politiques de Galvão), ce n'est que le jour suivant que la Santa Maria, entourée par les navires de la marine américaine, entre dans le port de Recife. Là, Galvão et ses 24 militants remettent la Santa Maria, les 600 passagers et les 300 membres d'équipage aux autorités brésiliennes en échange de l'asile politique.
Galvão a annoncé plus tard que ses intentions étaient de naviguer jusqu'en Angola, pour mettre en place un gouvernement d'opposition à Salazar.